# Kanyani
Kanyani är ett vattendrag i Burundi.   Det ligger i provinsen Ngozi, i den norra delen av landet, 90 kilometer nordost om huvudstaden Bujumbura.
Omgivningarna runt Kanyani är en mosaik av jordbruksmark och naturlig växtlighet. Runt Kanyani är det tätbefolkat, med 356 invånare per kvadratkilometer.